# Japonaiserie (Van Gogh)
Japonaiserie (traduïble en català com a “japoneseria”) va ser el terme encunyat pel pintor postimpressionista holandès Vincent van Gogh per expressar la influència de l'art japonès a les seves obres, una tendència que de fet abastava molts autors i molts camps de la cultura europea del moment.

## Rerefons
Abans de 1854, el comerç amb el Japó se cenyia a un monopoli holandès, molt limitat, i els productes japonesos importats a Europa eren principalment porcellana i articles de laca, en poques quantitats. La Convenció de Kanagawa va posar fi a la política exterior japonesa de reclusió de 200 anys i va obrir el comerç entre Japó i Occident. A partir de la dècada de 1860, el comerç dels ukiyo-e , gravats en xilografia japonesa, els van convertir en una font d'inspiració per a molts artistes occidentals.

## Influència de l'art japonès en van Gogh
L'interès de Van Gogh pels gravats japonesos va començar quan va descobrir les il·lustracions de Félix Régamey que apareixien a The Illustrated London News i a Le Monde Illustré. Régamey creava gravats en xilografia seguint les tècniques japoneses i sovint representava escenes de la vida japonesa. A partir de 1885, Van Gogh va passar de col·leccionar il·lustracions de revistes, com les de Régamey, a col·leccionar impressions ukiyo-e que es podien comprar a petites botigues parisenques. Van Gogh també va comprar ukiyo-e als molls d'Anvers, incorporant més tard elements del seu estil al fons d'algunes de les seves pintures. Vincent posseïa dotze gravats de la sèrie d'Hiroshige Cent vistes famoses d'Edo, i també havia comprat Dues noies banyant-se de Kunisada II, del 1868. Aquestes estampes van influir significativament en el seu desenvolupament artístic.
Va compartir la seva col·lecció amb els seus contemporanis i va organitzar una exposició de gravats japonesos a París el 1887. Ell i el seu germà Theo van Gogh van comerciar amb aquests gravats durant un temps, i finalment van acumular centenars d'elles, que ara es troben al Museu Van Gogh d'Amsterdam.
Van Gogh va escriure:
 “Tot el meu treball es basa en certa manera en l'art japonès...”
Van Gogh va fer tres còpies de gravats ukiyo-e: La cortesana i els dos estudis posteriors a Hiroshige .
El comerç de Van Gogh amb gravats ukiyo-e el va portar a contactar amb Siegfried Bing, que va ser destacat en la introducció de l'art japonès a Occident i més tard en el desenvolupament de l'Art Nouveau. Van Gogh va desenvolupar una concepció idealitzada de l'artista japonès que el va portar a la Casa Groga d'Arles i al seu intent de formar-hi una colònia d'art utòpic amb Paul Gauguin.

## Estil
Van Gogh admirava les tècniques dels artistes japonesos.
Els trets característics de les impressions ukiyo-e inclouen la seva temàtica quotidiana, el retall distintiu de les seves composicions, els contorns atrevits i assertius, una perspectiva absent o inusual, regions planes de color uniforme, il·luminació uniforme, absència de clarobscur, i el seu èmfasi en els patrons decoratius. Una o més d'aquestes característiques es poden trobar en nombroses pintures de van Gogh des del seu període d'Anvers en endavant.

## Japonaiseriei l'impressionisme
En una carta a Theo datada el 5 de juny de 1888, Vincent va comentar:
 “Sobre quedar-se al sud, encara que sigui més car… Mira, ens encanta la pintura japonesa, n'hem experimentat la influència —tots els impressionistes ho tenen en comú— [per què no anar doncs al Japó?], és a dir, en què és l'equivalent del Japó, el sud? Per tant, crec que el futur del nou art encara es troba al sud després de tot.
En una carta de juliol de 1888 es referia als impressionistes com els "japonesos francesos".

## La cortesana (seguintEisen)

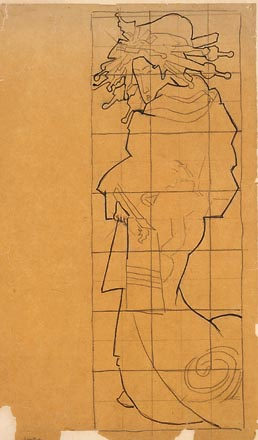
El traçat de Vincent de la figura de la cortesana

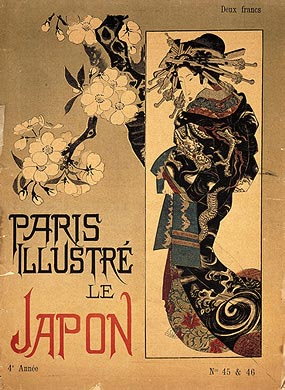
Portada de Paris Illustré Le Japon vol. 4, maig 1886, núm. 45-46

L'edició de maig de 1886 de Paris Illustré es va dedicar al Japó amb un text de Tadamasa Hayashi que potser va inspirar la noció utòpica de Van Gogh sobre l'artista japonès:
 “Pensa això: ¿No és gairebé una religió nova la que ens ensenyen aquests japonesos, que són tan senzills i viuen a la natura com si ells mateixos fossin flors?
I no podríem estudiar art japonès, em sembla, sense ser molt més feliços i alegres, i ens fa tornar a la natura, malgrat la nostra educació i el nostre treball en un món de convencions.
La portada portava una imatge inversa d'un bloc de fusta en color de Keisai Eisen que representava una cortesana japonesa o Oiran . Vincent la va traçar i la va ampliar per produir la seva pintura.

## Còpies d'impressions d'Hiroshige
Van Gogh va fer còpies de dos gravats d'Hiroshige. Va alterar els seus colors i va afegir-hi vores plenes de caràcters cal·ligràfics que va agafar d'altres gravats.